# Eremopterix verticalis
La terrera dorsigrís (Eremopterix verticalis) es una especie de ave paseriforme de la familia Alaudidae propia de África austral.

## Distribución y hábitat
Se encuentra en el sur de África, distribuida por Angola, Botsuana, República Democrática del Congo, Lesoto, Namibia, Sudáfrica, Zambia, y Zimbabue. Sus hábitats son los matorrales secos subtropicales o tropicales y las praderas.